# ساساکی ۱۰۰۹۲
سیارک ۱۰۰۹۲ (به انگلیسی: 10092 Sasaki، نامگذاری:1990VD4) ده هزار و نود و دومین سیارک کشف شده‌است که در ۱۵ نوامبر ۱۹۹۰ کشف شد.
قدر مطلق سیارک برابر ۱۸٫۶ است.